# Astro Bot
Astro Bot es un videojuego de plataformas de 2024 desarrollado y publicado por Sony Interactive Entertainment para la PlayStation 5 con motivo del 30º aniversario de PlayStation. Tras Astro's Playroom (2020) es la quinta entrega de la serie Astro Bot y el primer juego desarrollado por Team Asobi desde su separación de Japan Studio. En el papel del protagonista, Astro, el jugador se embarca en una misión para salvar a los robots perdidos, recuperar piezas para la nave nodriza de PlayStation 5 y derrotar al alienígena Space Bully Nebulax, que destruyó la nave nodriza. Al igual que su predecesor, el juego saca el máximo partido del mando DualSense.
Astro Bot fue un éxito comercial y de crítica. El juego recibió el aplauso universal de la crítica y está considerado como uno de los mejores juegos de 2024. Los críticos compararon positivamente el juego con las franquicias de Nintendo, en particular con la serie Super Mario, que el director del juego, Nicolas Doucet, citó como influencia en el juego. Astro Bot ha ganado numerosos premios, entre ellos el Juego del Año en Game Awards 2024. El juego ha vendido 1,5 millones de unidades hasta noviembre de 2024, lo que lo convierte en uno de los juegos más vendidos de PlayStation 5.

## Sistema de juego
Astro Bot es un videojuego de plataformas en 3D en el que el jugador controla al personaje del título, un pequeño robot llamado Astro Bot, mediante el uso del mando DualSense. Los movimientos principales de Astro son idénticos a los de anteriores entregas, manteniendo su capacidad para saltar, flotar, golpear y atacar con giro. La habilidad de nadar bajo el agua también vuelve de Astro Bot Rescue Mission, después de haber estado ausente en Astro's Playroom.
El juego cuenta con 80 niveles repartidos en seis galaxias y 50 planetas. Cada uno de los niveles tiene tres niveles de dificultad diferentes: Fácil, Normal y Difícil. Los niveles de la historia principal (denominados «fases lúdicas») se clasifican principalmente en las dificultades fácil y normal, mientras que las fases de desafío opcionales (denominadas «fases complejas») se clasifican principalmente en la dificultad difícil. Cada nivel contiene también un indicador de dificultad, que se resalta antes de entrar en él. Se dice que tanto las fases lúdicas como las complejas llegarán tras el lanzamiento del juego en forma de contenido descargable postlanzamiento a finales de 2024. La travesía entre las galaxias y los niveles se consigue a través del «Dual Speeder», una nave espacial con forma de mando DualSense de PlayStation 5. El Dual Speeder se controla manteniendo pulsados los gatillos analógicos e inclinando físicamente el DualSense. También puede moverse libremente por la pantalla de selección de nivel.
Al igual que en Rescue Mission, cada nivel contiene un número determinado de Bots que Astro tiene que rescatar, desde siete Bots en los niveles principales de plataformas hasta solo uno o dos Bots en los combates contra jefes y los niveles de desafío. En total, se pueden rescatar y reclutar 305 Bots. A diferencia de Rescue Mission, también se pueden rescatar y reclutar «V.I.P. Bots» (robots coleccionables que hacen referencia a varios personajes de PlayStation en su aspecto visual). Hay 150 V.I.P. Bots únicos, y se dice que se incluirán más junto con los niveles DLC gratuitos. Se dice que muchos de los personajes Bot «de corte profundo» de la historia de PlayStation pueden rescatarse en los complejos niveles del juego. Todos los robots reunidos pueden verse en un lugar centralizado (descrito como un museo), donde se puede interactuar con ellos. Unos pocos niveles selectos permiten al jugador utilizar las habilidades de ciertos héroes de PlayStation, como el Hacha Leviatán de Kratos, protagonista de un nivel temático de God of War.
Hay monedas coleccionables esparcidas por los planetas, que se pueden utilizar para comprar una gran variedad de cosas diferentes. La principal forma de gastar monedas es en la máquina Gatcha, regalando al jugador objetos para los robots V.I.P. Estos objetos hacen referencia a objetos específicos utilizados por los personajes en sus juegos de origen, y regalárselos hace que realicen acciones específicas que hacen referencia a dichos juegos. Además, las monedas también se pueden utilizar para comprar un ayudante de pájaro azul, que permite al jugador descubrir cualquier robot o pieza de rompecabezas que pueda haber pasado por alto en su primer intento de jugar el nivel. El ayudante del pájaro azul está disponible al principio de cada nivel, y solo puede comprarse a partir del segundo intento de un nivel.
Astro tiene acceso a 15 nuevas habilidades, que se adhieren a él y mejoran sus capacidades de desplazamiento y combate. Algunas de estas nuevas habilidades son Barkster, el Bulldog Booster (que otorga a Astro la capacidad de correr por el aire a través de los enemigos y el terreno), los Guantes Rana Gemelos (que permiten a Astro golpear a los enemigos a distancia y balancearse/deslizarse desde ciertas superficies) y Handy-D (un mono que permite a Astro subirse a ciertas superficies, balancearse y golpear el suelo). Las batallas contra jefes presentes al final de cada galaxia se libran usando estas habilidades.
El juego ofrece una selección de opciones de accesibilidad, entre las que se incluyen la posibilidad de jugar con un solo stick analógico (los controles de la cámara se realizan pulsando un solo botón), la compatibilidad con el mando PlayStation Access y la posibilidad de desactivar los controles giroscópicos, la retroalimentación háptica y los gatillos adaptativos. Astro Bot es cuatro veces más largo que Astro's Playroom y no contiene microtransacciones.

## Trama
Un día, en el espacio, una nave estelar parecida a la consola PlayStation 5 se ve volando por el cosmos, con Astro y numerosos robots parecidos a él, que representan a toda su tripulación. De repente se encuentran con un alienígena verde llamado Space Bully Nebulax, que persigue a la nave nodriza, ataca a la tripulación y roba su CPU. Esto provoca la explosión de la nave nodriza, con sus partes esparcidas por el espacio y los Bots varados en otros planetas.
Poco después del ataque, lo que queda de la nave nodriza se estrella en un planeta desértico, y Astro, inconsciente, es reanimado por el Dual Speeder, una nave mucho más pequeña parecida al controlador DualSense. Un satélite se estrella en el planeta y, al activarlo, Astro comienza la búsqueda de sus compañeros Bots y de las partes que faltan de la nave nodriza. Poco después de que Astro explore su primer planeta, la nave nodriza se reactiva y el lugar del accidente se convierte en un oasis y un asentamiento para Astro y los Bots rescatados.
Astro sigue explorando las galaxias, rescatando a la mayoría de los Bots hasta que localiza los planetas natales de cada jefe que lo representa: Gorilla Nebula (Mighty Chewy), Tentacle System (Wako Tako), Serpent Starway (Lady Venomara), Camo Cosmos (Mecha Leon) y Feather Cluster (Falcon McFly), luchando contra todos ellos por el camino y recuperando partes perdidas de la nave nodriza en el proceso. En cuanto Astro recupera a la mayoría de su tripulación y la nave nodriza queda totalmente reparada tras explorar todas las galaxias, se encuentra de nuevo con Space Bully Nebulax y se lanza a su persecución, iniciando una guerra intergaláctica en el proceso, en la que la mayoría de la tripulación utiliza hardware antiguo de PlayStation como parte de su escuadrón, formando así el PlaySquadron.
Tras una larga lucha por todo el universo, Astro y sus compañeros llegan a Nebulax, el matón espacial, para librar una última batalla y recuperar la CPU desaparecida. Momentos después, Astro consigue recuperar la CPU, que se introduce en la nave nodriza, pero no sin que Nebulax, gravemente herido, emprenda una lucha más. Con la ayuda de los Bots, Astro es capaz de volar el OVNI dentro del cuerpo de Nebulax, pero esto provoca un agujero negro en el proceso. Nebulax atrapa a Astro, con el objetivo de llevárselo junto a su inminente desaparición, mientras los Bots hacen todo lo posible por rescatarlo, aunque Astro se sacrifica en el proceso, provocando una supernova. Con los Bots temiendo el destino de Astro por la batalla, éste emerge del horizonte y aterriza sobre la nave nodriza, pero se desploma y muere mientras sus miembros robóticos se desprenden uno a uno. Algunos de los robots encuentran y lanzan piezas de repuesto para Astro mientras los sistemas de reparación de la nave nodriza las utilizan para repararlo y revivirlo. Una vez resucitado, Astro lo celebra con su tripulación y explora el espacio una vez más mientras ruedan los créditos, antes de partir por última vez en su Dual Speeder.

## Desarrollo
El desarrollo de Astro Bot comenzó casi inmediatamente después de la finalización de Astro's Playroom, y duró aproximadamente tres años con un equipo de desarrollo de unas 60 personas. Se dice que es el juego más grande que ha desarrollado el equipo Asobi. A diferencia de sus predecesores Astro Bot Rescue Mission y Astro's Playroom, Astro Bot fue bautizado sin ningún subtítulo que lo precediera. Nicolas Doucet, director creativo y productor de Astro Bot, afirma que el motivo era significar un nuevo comienzo para la serie Astro Bot.
En una entrevista concedida a la revista Edge, Doucet declaró que él y el equipo Asobi consideraron la posibilidad de dotar al juego de una estructura de mundo abierto, pero al final decidieron centrarse más en una estructura basada en niveles. Señala que el motivo de esta decisión fue «porque era la que nos daba más control sobre la variedad del juego». Para que el juego fuera accesible para jugadores de todos los niveles, se tuvo muy en cuenta la dificultad de cada uno de los niveles de Astro Bot. Los niveles principales se diseñaron para que fueran relativamente fáciles, de modo que cualquiera pudiera superar el juego independientemente de su nivel. Los niveles opcionales, por su parte, se diseñaron para que fueran mucho más difíciles y así satisfacer a los jugadores más experimentados.
Además del juego de plataformas, se han añadido una serie de detalles al fondo y al entorno presentes en cada uno de los niveles. El renovado motor del juego permite mejoras significativas tanto en el aspecto visual como en el físico, y más de 70 especies únicas de fauna (entre las que se incluyen osos polares, elefantes y pequeños insectos).
Astro Bot no es jugable en PlayStation VR2, a pesar de que los anteriores juegos de Team Asobi protagonizados por Astro (como Astro Bot Rescue Mission y The Playroom VR) requerían el uso de PlayStation VR para poder ser jugados. Doucet declaró que Team Asobi nunca se había planteado desarrollar un juego para PlayStation VR2 después de terminar Astro's Playroom, optando en su lugar por desarrollar una versión a mayor escala de la demo técnica suponiendo que fuera lo suficientemente bien recibida por el público general. Reconoció que, si bien hay juegos que se pueden jugar tanto en RV como en no RV, esta filosofía de diseño no podría funcionar para un juego de Astro Bot, afirmando que «para un juego como Astro, si fueras a hacer una versión en RV, tiene que estar totalmente diseñada para ese medio. Y si no es una versión VR, tiene que estar totalmente diseñada para ese medio». Doucet corroboró aún más este punto de vista en una entrevista con MinnMax, afirmando que desarrollar una versión para PSVR 2 de Astro Bot lo convertiría en un juego completamente diferente. También señaló en la misma entrevista que existía la posibilidad de una adaptación a PC, en caso de que hubiera suficiente demanda tras el lanzamiento del juego.

### Características de DualSense
Astro Bot implementa muchas de las funciones del mando DualSense en el juego, sobre todo la retroalimentación háptica y los gatillos adaptativos. Para aprovechar al máximo las funciones del DualSense, el equipo Asobi formó un pequeño grupo dedicado exclusivamente a sacar el máximo partido posible del mando. Doucet señala algunos ejemplos de estas funciones, como el uso de los gatillos adaptativos para simular cómo se exprime el agua de una esponja cambiando su nivel de resistencia y el uso de la retroalimentación háptica para sentir ciertas irregularidades en una superficie y descubrir un secreto oculto. Muchas características se desarrollan primero de forma aislada antes de que las mejores se integren en el juego principal (la mencionada habilidad de la esponja es un ejemplo).
Cada una de las habilidades de Astro también utiliza en gran medida las funciones del DualSense. Doucet señala la diferencia en la forma en que Astro's Playroom y Astro Bot implementaron las habilidades de DualSense en el juego: el primero segmentó las plataformas y las habilidades en diferentes secciones, mientras que el segundo optó por integrar las habilidades en el juego de plataformas. También menciona que, debido al mayor énfasis en las plataformas durante el desarrollo, las mecánicas de juego relacionadas con el touchpad se utilizaron con mucha menos frecuencia. La razón, según Doucet, es que el uso del touchpad requiere que el jugador aleje los dedos del botón de salto, lo que hace que el juego resulte más incómodo.

### V.I.P. Bots
Doucet ha mencionado en múltiples ocasiones la importancia de que los robots V.I.P. hagan referencia a destacadas IP de PlayStation. Él y el equipo Asobi tomaron la decisión de «duplicar» el número de referencias a PlayStation presentes en la sala de juegos de Astro. La razón que aduce para ello es que podría funcionar como puente generacional; un niño que se pregunte a quién hace referencia un determinado Bot podría recibir una explicación de sus padres, que ya habían jugado a esos juegos.
Uno de los retos que planteó la implementación de los robots V.I.P. fue la forma en que el equipo había representado a estos antiguos personajes. Como en Astro's Playroom, al golpear a los robots, estos reaccionan de forma divertida y hacen referencia a algo específico de sus respectivos juegos. Doucet señaló que había que encontrar el equilibrio entre mantener este aspecto de humor presente en los anteriores juegos de Astro y, al mismo tiempo, respetar el legado de los personajes con los que se estaban «cachondeando y divirtiendo». Varios estudios de PlayStation Studios, como Santa Monica Studio y Naughty Dog, han respondido positivamente a la inclusión de sus personajes como bots.
Otro reto que surgió a raíz de los V.I.P. Bots fue cómo el gran número de personajes y referencias de PlayStation presentes podría eclipsar la identidad del propio Astro. Doucet afirmó que él y el equipo Asobi habían considerado la posibilidad de no incluir la marca PlayStation en el juego y dejar que Astro «se valiera por sí mismo». Al final, él y el equipo Asobi decidieron no hacerlo, ya que los fans de Astro's Playroom que disfrutaron con las referencias a PlayStation probablemente se sentirían decepcionados si la secuela las hubiera eliminado por completo.
El diseño de los Bots no siempre era totalmente fiel al material original al que hacían referencia, y Doucet señaló concretamente que los personajes que tenían pelo a menudo lo sustituían por vinilo. Doucet también dijo que los ojos azules de LED de los robots eran un elemento importante de sus diseños. Algunos Bots no podían representarse fielmente sólo con ojos LED, ya que sus diseños originales dependían en gran medida de los ojos. Para resolver este problema, se les dotó de máscaras de cabeza completa.

### Música
Kenneth C. M. Young, que ya había compuesto la música de Astro Bot Rescue Mission y Astro's Playroom, vuelve a componer la banda sonora de Astro Bot. Así lo ha confirmado a través de su cuenta de Twitter.

## Comercialización y lanzamiento
Astro Bot se anunció el 30 de mayo de 2024, durante la presentación en directo del State of Play de Sony. El tráiler de lanzamiento del juego y un vídeo adicional entre bastidores se mostraron en el canal de YouTube de PlayStation el 30 de agosto de 2024. El juego salió a la venta en exclusiva para PlayStation 5 el 6 de septiembre de 2024. El número 400 de la revista Edge presenta 10 variantes de portada, cada una de ellas destacando un Bot V.I.P. diferente (como Ratchet & Clank de su serie autotitulada y Aloy de la serie Horizon).
Actualmente hay disponibles tres versiones del juego: la estándar digital, la estándar física y la deluxe digital. Cada una de estas versiones incluye recompensas por reservar el juego. La versión digital estándar incluye un atuendo para Astro parecido al personaje PaRappa the Rapper, un grafiti para el Dual Speeder con diferentes V.I.P. Bots y dos avatares para PlayStation Network (uno con Astro y otro con un V.I.P. Bot que hace referencia a Parappa). La versión digital de lujo, además de incluir todas las recompensas de la versión digital estándar, añade dos atuendos (uno dorado y otro que hace referencia al cazador Yharnam de Bloodborne), dos carátulas para el mando (una llamada «Neon Dream» y la otra «Champion's Gold»), 10 avatares de PlayStation Network (con más imágenes de Astro y varios V.I.P. Bots) y un código de descarga para la banda sonora oficial y la galería de arte digital.
En Summer Game Fest, EVO, ChinaJoy y PAX West se instalaron quioscos con una demo jugable de Astro Bot. Destacan cinco niveles diferentes, dos de los cuales son fases de plataformas lúdicas (llamadas Sky Garden y Construction Derby, esta última en referencia al videojuego de PlayStation Destruction Derby), uno es una lucha contra un pulpo que utiliza la habilidad Twin-Frog Gloves, y dos son fases relativamente más cortas y complejas (llamadas Swinging Senteries y Slowdown Showdown, ambas inspiradas en diferentes símbolos de PlayStation). El 29 de julio de 2024 se anunció un mando DualSense inspirado en el Dual Speeder. Los pedidos se iniciaron el 9 de agosto y el mando salió a la venta el mismo día que el juego. Algunas tiendas Best Buy de Canadá tienen demos disponibles para jugar en la tienda.

### Enlace conAstro's Playroom
Para ayudar a conectar Astro Bot con su predecesor, Astro's Playroom recibió una actualización de contenido gratuita el 7 de junio de 2024. Añadía artefactos adicionales a la máquina Gatcha que se correspondían con varios accesorios de PlayStation 5, como el casco PlayStation VR2 y el PlayStation Portal. Cada uno de estos artefactos podía guardarse en una nueva sala a la que se accedía a través de la sala PlayStation Labo. También contenía una nueva «sala de misiones», que mostraba una cuenta atrás hasta el lanzamiento de Astro Bot y dirigía a los jugadores a la página oficial de la tienda del juego.
Además, se podrán rescatar cuatro nuevos Bots; uno por cada uno de los mundos presentes. Estos Bots hacen referencia a los personajes de PlayStation Lady Maria de Bloodborne, Selene de Returnal, un corredor de la serie Gran Turismo, y un mono Pipo de la serie Ape Escape. Cada uno de los Bots recogidos en Playroom puede ser transferido a la tripulación inicial de Astro Bot. En las horas previas al lanzamiento de Astro Bot, se llevó a cabo una cuenta atrás especial de celebración dentro de la Sala de juegos de Astro.